# Ciclo sexagesimal chino
El ciclo sexagesimal chino (en chino: 干支; pinyin: gānzhī) es un sistema numérico cíclico de sesenta combinaciones de dos ciclos básicos: los diez troncos celestiales (天干; tiāngān) y las doce Ramas Terrenales (地支; dìzhī).
Este sistema de calendario tradicional chino se utiliza como una forma de numerar los días y los años, no solamente en China sino también en otras naciones del oriente asiático, como Japón, Corea y Vietnam. El sistema sexagesimal también es importante en la astrología china.

## Descripción
El ciclo se ha utilizado en China desde el segundo milienio a. C. (se ha encontrado inscrito en huesos oraculares de la dinastía Shang), como una forma de nombrar los días (de la misma forma en que solemos nombrar los días de la semana). Este uso del ciclo para los días estuvo presente durante la dinastía Zhou. Por ejemplo, la mayor parte de los incisos de los Anales de la Primavera y el Otoño usan este sistema. Su uso para nombrar los años es más reciente. Se comenzó a difundir en la dinastía Han occidental (202 a. C. — 8 d. C), pudo haber comenzado en la última parte del periodo de los Reinos Combatientes. En 1984 comenzó el ciclo actual y en 2044 comenzará uno nuevo.
De acuerdo con el Nihonshoki —libro de crónicas japonesas—, el calendario se transmitió a Japón en el año de 553. Sin embargo, no fue sino hasta el reinado de la emperatriz Suiko cuando el calendario tuvo un uso político. El año 604, cuando se adoptó oficialmente el calendario chino fue el primer año del ciclo. Este calendario se calcula combinando los ciclos de los diez troncos (十干 jikkan?) y las doce ramas (十二支 jūnishi?). Estos dos conjuntos se utilizaron para enumerar los años del calendario civil. El combinar estas series da lugar a una serie mayor de sesenta términos, debido a que el mínimo común múltiplo de 10 y 12 es 60. El primer término se forma juntando el primer tronco con la primera rama. Después se une el segundo tronco a la segunda rama y así sucesivamente. Si, por ejemplo se comienza con (甲子 kōshi?), el 61.er año a partir de entonces volverá a ser kōshi. 
Así es como comenzó la tradición de celebrar el sexagésimo cumpleaños (還暦 kanreki?,  lit. retorno de calendario). El uso de nombres objetos de la naturaleza y animales de parte de este sistema ha creado muchos mitos, y la gente en Japón aún considera de buena o mala suerte ciertos días y años.

## Los diez troncos celestiales
|         | Tronco celestial | Nombre chino (Pronunciación mandarín en pinyin) | Nombre japonés                        | Nombre japonés      | Nombre coreano | Nombre coreano | Nombre vietnamita | Yin o Yang | Elemento    |
| On'yomi | Tronco celestial | Nombre chino (Pronunciación mandarín en pinyin) | Kun'yomi con su correspondiente kanji | Romanizado          | Hangul         |                | Nombre vietnamita | Yin o Yang | Elemento    |
| ------- | ---------------- | ----------------------------------------------- | ------------------------------------- | ------------------- | -------------- | -------------- | ----------------- | ---------- | ----------- |
| 1       | 甲               | jiǎ                                             | kō (こう)                             | kinoe (木の兄)      | gap            | 갑             | giáp              | yang       | madera (木) |
| 2       | 乙               | yǐ                                              | otsu (おつ)                           | kinoto (木の弟)     | eul            | 을             | ất                | yin        | madera (木) |
| 3       | 丙               | bǐng                                            | hei (へい)                            | hinoe (火の兄)      | byeong         | 병             | bính              | yang       | fuego (火)  |
| 4       | 丁               | dīng                                            | tei (てい)                            | hinoto (火の弟)     | jeong          | 정             | đinh              | yin        | fuego (火)  |
| 5       | 戊               | wù                                              | bo (ぼ)                               | tsuchinoe (土の兄)  | mu             | 무             | mậu               | yang       | tierra (土) |
| 6       | 己               | jǐ                                              | ki (き)                               | tsuchinoto (土の弟) | gi             | 기             | kỷ                | yin        | tierra (土) |
| 7       | 庚               | gēng                                            | kō (こう)                             | kanoe (金の兄)      | gyeong         | 경             | canh              | yang       | metal (金)  |
| 8       | 辛               | xīn                                             | shin (しん)                           | kanoto (金の弟)     | shin           | 신             | tân               | yin        | metal (金)  |
| 9       | 壬               | rén                                             | jin (じん)                            | mizunoe (水の兄)    | im             | 임             | nhâm              | yang       | agua (水)   |
| 10      | 癸               | guǐ                                             | ki (き)                               | mizunoto (水の弟)   | gye            | 계             | quý               | yin        | agua (水)   |

## Las doce ramas terrenales
|         | Rama terrenal | Nombre chino (Pronunciación mandarín en pinyin) | Nombre japonés     | Nombre japonés   | Nombre coreano | Nombre coreano | Nombre vietnamita | Zodiaco chino          | Horas correspondientes |
| On'yomi | Rama terrenal | Nombre chino (Pronunciación mandarín en pinyin) | Kun'yomi           | Romanizado       | Hangul         |                | Nombre vietnamita | Zodiaco chino          | Horas correspondientes |
| ------- | ------------- | ----------------------------------------------- | ------------------ | ---------------- | -------------- | -------------- | ----------------- | ---------------------- | ---------------------- |
| 1       | 子            | zǐ                                              | shi (し)           | ne (ね)          | ja             | 자             | tý                | Rata (鼠)              | 11 p. m. a 1 a. m.     |
| 2       | 丑            | chǒu                                            | chū (ちゅう)       | ushi (うし)      | chuk           | 축             | sửu               | Buey, vaca o toro (牛) | 1 a 3 a. m.            |
| 3       | 寅            | yín                                             | in (いん)          | tora (とら)      | in             | 인             | dần               | Tigre (虎)             | 3 a 5 a. m.            |
| 4       | 卯            | mǎo                                             | bō (ぼう)          | u (う)           | myo            | 묘             | mẹo/mão           | Conejo o liebre (兔)   | 5 a 7 a. m.            |
| 5       | 辰            | chén                                            | shin (しん)        | tatsu (たつ)     | jin            | 진             | thìn              | Dragón (龍)            | 7 a 9 a. m.            |
| 6       | 巳            | sì                                              | shi （し）         | mi （み）        | sa             | 사             | tỵ                | Serpiente (蛇)         | 9 a 11 a. m.           |
| 7       | 午            | wǔ                                              | go （ご)           | uma （うま)      | o              | 오             | ngọ               | Caballo (馬)           | 11 a. m. a 1 p. m.     |
| 8       | 未            | wèi                                             | mi （み）o bi (び) | hitsuji (ひつじ) | mi             | 미             | mùi               | Oveja o cabra (羊)     | 1 a 3 p. m.            |
| 9       | 申            | shēn                                            | shin (しん)        | saru (さる)      | shin           | 신             | thân              | Mono (猴)              | 3 a 5 p. m.            |
| 10      | 酉            | yǒu                                             | yū (ゆう)          | tori (とり)      | yu             | 유             | dậu               | Gallo (雞)             | 5 a 7 p. m.            |
| 11      | 戌            | xū                                              | jutsu (じゅつ)     | inu (いぬ)       | sul            | 술             | tuất              | Perro (狗)             | 7 a 9 p. m.            |
| 12      | 亥            | hài                                             | gai (がい)         | i (い)           | hae            | 해             | hợi               | Cerdo o jabalí (豬)    | 9 a 11 p. m.           |

## Combinaciones del ciclo
|    | Tallo-rama | Nombre chino | Nombre coreano  | Nombre japonés                   | Nombre vietnamita | Asociaciones         |
| -- | ---------- | ------------ | --------------- | -------------------------------- | ----------------- | -------------------- |
| 1  | 甲子       | jiǎ-zǐ       | gapja 갑자      | kōshi(こうし)/kinoe-ne           | Giáp Tý           | Yang Madera Rata     |
| 2  | 乙丑       | yǐ-chǒu      | eulchuk 을축    | itchū(いっちゅう)/kinoto-ushi    | Ất Sửu            | Yin Madera Buey      |
| 3  | 丙寅       | bǐng-yín     | byeongin 병인   | heiin(へいいん)/hinoe-tora       | Bính Dần          | Yang Fuego Tigre     |
| 4  | 丁卯       | dīng-mǎo     | jeongmyo 정묘   | teibō(ていぼう)/hinoto-u         | Đinh Mão          | Yin Fuego Conejo     |
| 5  | 戊辰       | wù-chén      | mujin 무진      | boshin(ぼしん)/tsuchinoe-tatsu   | Mậu Thìn          | Yang Tierra Dragón   |
| 6  | 己巳       | jǐ-sì        | gisa 기사       | kishi(きし)/tsuchinoto-mi        | Kỷ Tỵ             | Yin Tierra Serpiente |
| 7  | 庚午       | gēng-wǔ      | gyeongo 경오    | kōgo(こうご)/kanoe-uma           | Canh Ngọ          | Yang Metal Caballo   |
| 8  | 辛未       | xīn-wèi      | shinmi 신미     | shinbi(しんび)/kanoto-hitsuji    | Tân Mùi           | Yin Metal Oveja      |
| 9  | 壬申       | rén-shēn     | imshin 임신     | jinshin(じんしん)/mizunoe-saru   | Nhâm Thân         | Yang Agua Mono       |
| 10 | 癸酉       | guǐ-yǒu      | gyeyu 계유      | kiyū(きゆう)/mizunoto-tori       | Quý Dậu           | Yin Agua Gallo       |
| 11 | 甲戌       | jiǎ-xū       | gapsul 갑술     | kōjutsu(こうじゅつ)/kinoe-inu    | Giáp Tuất         | Yang Madera Perro    |
| 12 | 乙亥       | yǐ-hài       | eulhae 을해     | itsugai(いつがい)/kinoto-i       | Ât Hợi            | Yin Madera Cerdo     |
| 13 | 丙子       | bǐng-zǐ      | byeongja 병자   | heishi(へいし)/hinoe-ne          | Bính Tý           | Yang Fuego Rata      |
| 14 | 丁丑       | dīng-chǒu    | jeongchuk 정축  | teichū(ていちゅう)/hinoto-ushi   | Đinh Sửu          | Yin Fuego Buey       |
| 15 | 戊寅       | wù-yín       | muin 무인       | boin(ぼいん)/tsuchinoe-tora      | Mậu Dần           | Yang Tierra Tigre    |
| 16 | 己卯       | jǐ-mǎo       | gimyo 기묘      | kibō(きぼう)/tsuchinoto-u        | Kỷ Mão            | Yin Tierra Conejo    |
| 17 | 庚辰       | gēng-chén    | gyeongjin 경진  | kōshin(こうしん)/kanoe-tatsu     | Canh Thìn         | Yang Metal Dragón    |
| 18 | 辛巳       | xīn-sì       | shinsa 신사     | shinshi(しんし)/kanoto-mi        | Tân Tỵ            | Yin Metal Serpiente  |
| 19 | 壬午       | rén-wǔ       | imo 임오        | jingo(じんご)/mizunoe-uma        | Nhâm Ngọ          | Yang Agua Caballo    |
| 20 | 癸未       | guǐ-wèi      | gyemi 계미      | kibi(きび)/mizunoto-hitsuji      | Quý Mùi           | Yin Agua Oveja       |
| 21 | 甲申       | jiǎ-shēn     | gapshin 갑신    | kōshin(こうしん)/kinoe-saru      | Giáp Thân         | Yang Madera Mono     |
| 22 | 乙酉       | yǐ-yǒu       | eulyu 을유      | itsuyū(いつゆう)/kinoto-tori     | Ất Dậu            | Yin Madera Gallo     |
| 23 | 丙戌       | bǐng-xū      | byeongsul 병술  | heijutsu(へいじゅつ)/hinoe-inu   | Bính Tuất         | Yang Fuego Perro     |
| 24 | 丁亥       | dīng-hài     | jeonghae 정해   | teigai(ていがい)/hinoto-i        | Đinh Hợi          | Yin Fuego Cerdo      |
| 25 | 戊子       | wù-zǐ        | muja 무자       | boshi(ぼし)/tsuchinoe-ne         | Mậu Tý            | Yang Tierra Rata     |
| 26 | 己丑       | jǐ-chǒu      | gichuk 기축     | kichū(きちゅう)/tsuchinoto-ushi  | Kỷ Sửu            | Yin Tierra Buey      |
| 27 | 庚寅       | gēng-yín     | gyeongin 경인   | kōin(こういん)/kanoe-tora        | Canh Dần          | Yang Metal Tigre     |
| 28 | 辛卯       | xīn-mǎo      | shinmyo 신묘    | shinbō(しんぼう)/kanoto-u        | Tân Mão           | Yin Metal Conejo     |
| 29 | 壬辰       | rén-chén     | imjin 임진      | jinshin(じんしん)/mizunoe-tatsu  | Nhâm Thìn         | Yang Agua Dragón     |
| 30 | 癸巳       | guǐ-sì       | gyesa 계사      | kishi(きし)/mizunoto-mi          | Quý Tỵ            | Yin Agua Serpiente   |
| 31 | 甲午       | jiǎ-wǔ       | gapo 갑오       | kōgo(こうご)/kinoe-uma           | Giáo Ngọ          | Yang Madera Caballo  |
| 32 | 乙未       | yǐ-wèi       | eulmi 을미      | itsubi(いつび)/kinoto-hitsuji    | Ất Mùi            | Yin Madera Oveja     |
| 33 | 丙申       | bǐng-shēn    | byeongshin 병신 | heishin(へいしん)/hinoe-saru     | Bính Thân         | Yang Fuego Mono      |
| 34 | 丁酉       | dīng-yǒu     | jeongyu 정유    | teiyū(ていゆう)/hinoto-tori      | Đinh Dậu          | Yin Fuego Gallo      |
| 35 | 戊戌       | wù-xū        | musul 무술      | bojutsu(ぼじゅつ)/tsuchinoe-inu  | Mậu Tuất          | Yang Tierra Perro    |
| 36 | 己亥       | jǐ-hài       | gihae 기해      | kigai(きがい)/tsuchinoto-i       | Kỷ Hợi            | Yin Tierra Cerdo     |
| 37 | 庚子       | gēng-zǐ      | gyeongja 경자   | kōshi(こうし)/kanoe-ne           | Canh Tý           | Yang Metal Rata      |
| 38 | 辛丑       | xīn-chǒu     | shinchuk 신축   | shinchū(しんちゅう)/kanoto-ushi  | Tân Sửu           | Yin Metal Buey       |
| 39 | 壬寅       | rén-yín      | imin 임인       | jin'in(じんいん)/mizunoe-tora    | Nhâm Dần          | Yang Agua Tigre      |
| 40 | 癸卯       | guǐ-mǎo      | gyemyo 계묘     | kibō(きぼう)/mizunoto-u          | Quý Mão           | Yin Agua Conejo      |
| 41 | 甲辰       | jiǎ-chén     | gapjin 갑진     | kōshin(こうしん)/kinoe-tatsu     | Giáp Thìn         | Yang Madera Dragón   |
| 42 | 乙巳       | yǐ-sì        | eulsa 을사      | itsushi(いつし)/kinoto-mi        | Ất Tỵ             | Yin Madera Serpiente |
| 43 | 丙午       | bǐng-wǔ      | byeongo 병오    | heigo(へいご)/hinoe-uma          | Bính Ngọ          | Yang Fuego Caballo   |
| 44 | 丁未       | dīng-wèi     | jeongmi 정미    | teibi(ていび)/hinoto-hitsuji     | Đinh Mùi          | Yin Fuego Oveja      |
| 45 | 戊申       | wù-shēn      | mushin 무신     | boshin(ぼしん)/tsuchinoe-saru    | Mậu Thân          | Yang Tierra Mono     |
| 46 | 己酉       | jǐ-yǒu       | giyu 기유       | kiyū(きゆう)/tsuchinoto-tori     | Kỷ Dậu            | Yin Tierra Gallo     |
| 47 | 庚戌       | gēng-xū      | gyeongsul 경술  | kōjutsu(こうじゅつ)/kanoe-inu    | Canh Tuất         | Yang Metal Perro     |
| 48 | 辛亥       | xīn-hài      | shinhae 신해    | shingai(しんがい)/kanoto-i       | Tân Hợi           | Yin Metal Cerdo      |
| 49 | 壬子       | rén-zǐ       | imja 임자       | jinshi(じんし)/mizunoe-ne        | Nhâm Tý           | Yang Agua Rata       |
| 50 | 癸丑       | guǐ-chǒu     | gyechuk 계축    | kichū(きちゅう)/mizunoto-ushi    | Quý Sửu           | Yin Agua Buey        |
| 51 | 甲寅       | jiǎ-yín      | gapin 갑인      | kōin(こういん)/kinoe-tora        | Giáp Dần          | Yang Madera Tigre    |
| 52 | 乙卯       | yǐ-mǎo       | eulmyo 을묘     | itsubō(いつぼう)/kinoto-u        | Ất Mão            | Yin Madera Conejo    |
| 53 | 丙辰       | bǐng-chén    | byeongjin 병진  | heishin(へいしん)/hinoe-tatsu    | Bính Thìn         | Yang Fuego Dragón    |
| 54 | 丁巳       | dīng-sì      | jeongsa 정사    | teishi(ていし)/hinoto-mi         | Đinh Tỵ           | Yin Fuego Serpiente  |
| 55 | 戊午       | wù-wǔ        | muo 무오        | bogo(ぼご)/tsuchinoe-uma         | Mậu Ngọ           | Yang Tierra Caballo  |
| 56 | 己未       | jǐ-wèi       | gimi 기미       | kibi(きび)/tsuchinoto-hitsuji    | Kỷ Mùi            | Yin Tierra Oveja     |
| 57 | 庚申       | gēng-shēn    | gyeongshin 경신 | kōshin(こうしん)/kanoe-saru      | Canh Thân         | Yang Metal Mono      |
| 58 | 辛酉       | xīn-yǒu      | shinyu 신유     | shin'yū(しんゆう)/kanoto-tori    | Tân Dậu           | Yin Metal Gallo      |
| 59 | 壬戌       | rén-xū       | imsul 임술      | jinjutsu(じんじゅつ)/mizunoe-inu | Nhâm Tuất         | Yang Agua Perro      |
| 60 | 癸亥       | guǐ-hài      | gyehae 계해     | kigai(きがい)/mizunoto-i         | Quý Hợi           | Yin Agua Cerdo       |

Las 24 direcciones cardinales.

El ciclo sexagesimal se usó primero para los días y después también para los años. Se utilizó menos comúnmente para los meses. Por ejemplo, el 2000 fue el 17.º año del 78.º ciclo sexagesimal. Fue un año gēng-chén (庚辰年), Yang Metal Dragón. Por lo tanto, 2006 es el 23.er año del 78.º ciclo. Fue llamado año bǐng-xū (丙戌年), Yang Fuego Perro; 2007 fue el año Yin Fuego Cerdo.
Nombrar a los meses y días no es común hoy en día, aunque se muestran en los calendarios chinos y almanaques.

## Relación con el calendario occidental
Debajo se encuentran los años del ciclo sexagesimal relacionados con los del calendario occidental desde 1804 a 2043, es decir, cuatro ciclos sexagesimales completos.

### 1804 a 1923
|    | 1804 a 1863       | Tronco celestial | Rama terrenal | 1864 a 1923               |
| -- | ----------------- | ---------------- | ------------- | ------------------------- |
|    | Año               | (Elementos)      | (Animales)    | Año                       |
| 1  | ~~ 1804 - ~~ 1805 | 甲 Yang Madera   | 子 Rata       | ~~ 1864 - ~~ 1865         |
| 2  | ~~ 1805 - ~~ 1806 | 乙 Yin Madera    | 丑 Buey       | ~~ 1865 - ~~ 1866         |
| 3  | ~~ 1806 - ~~ 1807 | 丙 Yang Fuego    | 寅 Tigre      | ~~ 1866 - ~~ 1867         |
| 4  | ~~ 1807 - ~~ 1808 | 丁 Yin Fuego     | 卯 Conejo     | ~~ 1867 - ~~ 1868         |
| 5  | ~~ 1808 - ~~ 1809 | 戊 Yang Tierra   | 辰 Dragón     | ~~ 1868 - ~~ 1869         |
| 6  | ~~ 1809 - ~~ 1810 | 己 Yin Tierra    | 巳 Serpiente  | ~~ 1869 - ~~ 1870         |
| 7  | ~~ 1810 - ~~ 1811 | 庚 Yang Metal    | 午 Caballo    | ~~ 1870 - ~~ 1871         |
| 8  | ~~ 1811 - ~~ 1812 | 辛 Yin Metal     | 未 Oveja      | ~~ 1871 - ~~ 1872         |
| 9  | ~~ 1812 - ~~ 1813 | 壬 Yang Agua     | 申 Mono       | ~~ 1872 - ~~ 1873         |
| 10 | ~~ 1813 - ~~ 1814 | 癸 Yin Agua      | 酉 Gallo      | ~~ 1873 - ~~ 1874         |
| 11 | ~~ 1814 - ~~ 1815 | 甲 Yang Madera   | 戌 Perro      | ~~ 1874 - ~~ 1875         |
| 12 | ~~ 1815 - ~~ 1816 | 乙 Yin Madera    | 亥 Cerdo      | ~~ 1875 - ~~ 1876         |
| 13 | ~~ 1816 - ~~ 1817 | 丙 Yang Fuego    | 子 Rata       | ~~ 1876 - ~~ 1877         |
| 14 | ~~ 1817 - ~~ 1818 | 丁 Yin Fuego     | 丑 Buey       | ~~ 1877 - ~~ 1878         |
| 15 | ~~ 1818 - ~~ 1819 | 戊 Yang Tierra   | 寅 Tigre      | ~~ 1878 - ~~ 1879         |
| 16 | ~~ 1819 - ~~ 1820 | 己 Yin Tierra    | 卯 Conejo     | ~~ 1879 - ~~ 1880         |
| 17 | ~~ 1820 - ~~ 1821 | 庚 Yang Metal    | 辰 Dragón     | ~~ 1880 - ~~ 1881         |
| 18 | ~~ 1821 - ~~ 1822 | 辛 Yin Metal     | 巳 Serpiente  | ~~ 1881 - ~~ 1882         |
| 19 | ~~ 1822 - ~~ 1823 | 壬 Yang Agua     | 午 Caballo    | ~~ 1882 - ~~ 1883         |
| 20 | ~~ 1823 - ~~ 1824 | 癸 Yin Agua      | 未 Oveja      | ~~ 1883 - ~~ 1884         |
| 21 | ~~ 1824 - ~~ 1825 | 甲 Yang Madera   | 申 Mono       | ~~ 1884 - ~~ 1885         |
| 22 | ~~ 1825 - ~~ 1826 | 乙 Yin Madera    | 酉 Gallo      | ~~ 1885 - ~~ 1886         |
| 23 | ~~ 1826 - ~~ 1827 | 丙 Yang Fuego    | 戌 Perro      | ~~ 1886 - ~~ 1887         |
| 24 | ~~ 1827 - ~~ 1828 | 丁 Yin Fuego     | 亥 Cerdo      | ~~ 1887 - ~~ 1888         |
| 25 | ~~ 1828 - ~~ 1829 | 戊 Yang Tierra   | 子 Rata       | ~~ 1888 - ~~ 1889         |
| 26 | ~~ 1829 - ~~ 1830 | 己 Yin Tierra    | 丑 Buey       | ~~ 1889 - ~~ 1890         |
| 27 | ~~ 1830 - ~~ 1831 | 庚 Yang Metal    | 寅 Tigre      | ~~ 1890 - ~~ 1891         |
| 28 | ~~ 1831 - ~~ 1832 | 辛 Yin Metal     | 卯 Conejo     | ~~ 1891 - ~~ 1892         |
| 29 | ~~ 1832 - ~~ 1833 | 壬 Yang Agua     | 辰 Dragón     | ~~ 1892 - ~~ 1893         |
| 30 | ~~ 1833 - ~~ 1834 | 癸 Yin Agua      | 巳 Serpiente  | ~~ 1893 - ~~ 1894         |
| 31 | ~~ 1834 - ~~ 1835 | 甲 Yang Madera   | 午 Caballo    | ~~ 1894 - ~~ 1895         |
| 32 | ~~ 1835 - ~~ 1836 | 乙 Yin Madera    | 未 Oveja      | ~~ 1895 - ~~ 1896         |
| 33 | ~~ 1836 - ~~ 1837 | 丙 Yang Fuego    | 申 Mono       | ~~ 1896 - ~~ 1897         |
| 34 | ~~ 1837 - ~~ 1838 | 丁 Yin Fuego     | 酉 Gallo      | ~~ 1897 - ~~ 1898         |
| 35 | ~~ 1838 - ~~ 1839 | 戊 Yang Tierra   | 戌 Perro      | ~~ 1898 - ~~ 1899         |
| 36 | ~~ 1839 - ~~ 1840 | 己 Yin Tierra    | 亥 Cerdo      | ~~ 1899 - Ene 30 1900     |
| 37 | ~~ 1840 - ~~ 1841 | 庚 Yang Metal    | 子 Rata       | Ene 31 1900 - Feb 18 1901 |
| 38 | ~~ 1841 - ~~ 1842 | 辛 Yin Metal     | 丑 Buey       | Feb 19 1901 - Feb 07 1902 |
| 39 | ~~ 1842 - ~~ 1843 | 壬 Yang Agua     | 寅 Tigre      | Feb 08 1902 - Ene 28 1903 |
| 40 | ~~ 1843 - ~~ 1844 | 癸 Yin Agua      | 卯 Conejo     | Ene 29 1903 - Feb 15 1904 |
| 41 | ~~ 1844 - ~~ 1845 | 甲 Yang Madera   | 辰 Dragón     | Feb 16 1904 - Feb 03 1905 |
| 42 | ~~ 1845 - ~~ 1846 | 乙 Yin Madera    | 巳 Serpiente  | Feb 04 1905 - Ene 24 1906 |
| 43 | ~~ 1846 - ~~ 1847 | 丙 Yang Fuego    | 午 Caballo    | Ene 25 1906 - Feb 12 1907 |
| 44 | ~~ 1847 - ~~ 1848 | 丁 Yin Fuego     | 未 Oveja      | Feb 13 1907 - Feb 01 1908 |
| 45 | ~~ 1848 - ~~ 1849 | 戊 Yang Tierra   | 申 Mono       | Feb 02 1908 - Ene 21 1909 |
| 46 | ~~ 1849 - ~~ 1850 | 己 Yin Tierra    | 酉 Gallo      | Ene 22 1909 - Feb 09 1910 |
| 47 | ~~ 1850 - ~~ 1851 | 庚 Yang Metal    | 戌 Perro      | Feb 10 1910 - Ene 29 1911 |
| 48 | ~~ 1851 - ~~ 1852 | 辛 Yin Metal     | 亥 Cerdo      | Ene 30 1911 - Feb 17 1912 |
| 49 | ~~ 1852 - ~~ 1853 | 壬 Yang Agua     | 子 Rata       | Feb 18 1912 - Feb 05 1913 |
| 50 | ~~ 1853 - ~~ 1854 | 癸 Yin Agua      | 丑 Buey       | Feb 06 1913 - Ene 25 1914 |
| 51 | ~~ 1854 - ~~ 1855 | 甲 Yang Madera   | 寅 Tigre      | Ene 26 1914 - Feb 13 1915 |
| 52 | ~~ 1855 - ~~ 1856 | 乙 Yin Madera    | 卯 Conejo     | Feb 14 1915 - Feb 02 1916 |
| 53 | ~~ 1856 - ~~ 1857 | 丙 Yang Fuego    | 辰 Dragón     | Feb 03 1916 - Ene 22 1917 |
| 54 | ~~ 1857 - ~~ 1858 | 丁 Yin Fuego     | 巳 Serpiente  | Ene 23 1917 - Feb 10 1918 |
| 55 | ~~ 1858 - ~~ 1859 | 戊 Yang Tierra   | 午 Caballo    | Feb 11 1918 - Ene 31 1919 |
| 56 | ~~ 1859 - ~~ 1860 | 己 Yin Tierra    | 未 Oveja      | Feb 01 1919 - Feb 18 1920 |
| 57 | ~~ 1860 - ~~ 1861 | 庚 Yang Metal    | 申 Mono       | Feb 19 1920 - Feb 07 1921 |
| 58 | ~~ 1861 - ~~ 1862 | 辛 Yin Metal     | 酉 Gallo      | Feb 08 1921 - Ene 27 1922 |
| 59 | ~~ 1862 - ~~ 1863 | 壬 Yang Agua     | 戌 Perro      | Ene 28 1922 - Feb 15 1923 |
| 60 | ~~ 1863 - ~~ 1864 | 癸 Yin Agua      | 亥 Cerdo      | Feb 16 1923 - Feb 04 1924 |

### 1924 a 2043
|    | 1924 a 1983               | Tronco celestial | Rama terrenal | 1984 a 2043               |
| -- | ------------------------- | ---------------- | ------------- | ------------------------- |
|    | Año                       | (Elementos)      | (Animales)    | Año                       |
| 1  | Feb 05 1924 - Ene 23 1925 | 甲 Yang Madera   | 子 Rata       | Feb 02 1984 - Feb 19 1985 |
| 2  | Ene 24 1925 - Feb 11 1926 | 乙 Yin Madera    | 丑 Buey       | Feb 20 1985 - Feb 08 1986 |
| 3  | Feb 12 1926 - Feb 01 1927 | 丙 Yang Fuego    | 寅 Tigre      | Feb 09 1986 - Ene 28 1987 |
| 4  | Feb 02 1927 - Ene 21 1928 | 丁 Yin Fuego     | 卯 Conejo     | Ene 29 1987 - Feb 16 1988 |
| 5  | Ene 22 1928 - Feb 08 1929 | 戊 Yang Tierra   | 辰 Dragón     | Feb 17 1988 - Feb 05 1989 |
| 6  | Feb 09 1929 - Ene 28 1930 | 己 Yin Tierra    | 巳 Serpiente  | Feb 06 1989 - Ene 25 1990 |
| 7  | Ene 29 1930 - Feb 16 1931 | 庚 Yang Metal    | 午 Caballo    | Ene 26 1990 - Feb 13 1991 |
| 8  | Feb 17 1931 - Feb 05 1932 | 辛 Yin Metal     | 未 Oveja      | Feb 14 1991 - Feb 02 1992 |
| 9  | Feb 06 1932 - Ene 24 1933 | 壬 Yang Agua     | 申 Mono       | Feb 03 1992 - Ene 21 1993 |
| 10 | Ene 25 1933 - Feb 13 1934 | 癸 Yin Agua      | 酉 Gallo      | Ene 22 1993 - Feb 09 1994 |
| 11 | Feb 14 1934 - Feb 02 1935 | 甲 Yang Madera   | 戌 Perro      | Feb 10 1994 - Ene 30 1995 |
| 12 | Feb 03 1935 - Ene 23 1936 | 乙 Yin Madera    | 亥 Cerdo      | Ene 31 1995 - Feb 18 1996 |
| 13 | Ene 24 1936 - Feb 10 1937 | 丙 Yang Fuego    | 子 Rata       | Feb 19 1996 - Feb 06 1997 |
| 14 | Feb 11 1937 - Ene 30 1938 | 丁 Yin Fuego     | 丑 Buey       | Feb 07 1997 - Ene 27 1998 |
| 15 | Ene 31 1938 - Feb 18 1939 | 戊 Yang Tierra   | 寅 Tigre      | Ene 28 1998 - Feb 15 1999 |
| 16 | Feb 19 1939 - Feb 07 1940 | 己 Yin Tierra    | 卯 Conejo     | Feb 16 1999 - Feb 04 2000 |
| 17 | Feb 08 1940 - Ene 26 1941 | 庚 Yang Metal    | 辰 Dragón     | Feb 05 2000 - Ene 23 2001 |
| 18 | Ene 27 1941 - Feb 14 1942 | 辛 Yin Metal     | 巳 Serpiente  | Ene 24 2001 - Feb 11 2002 |
| 19 | Feb 15 1942 - Feb 03 1943 | 壬 Yang Agua     | 午 Caballo    | Feb 12 2002 - Ene 31 2003 |
| 20 | Feb 04 1943 - Ene 24 1944 | 癸 Yin Agua      | 未 Oveja      | Feb 01 2003 - Ene 21 2004 |
| 21 | Ene 25 1944 - Feb 11 1945 | 甲 Yang Madera   | 申 Mono       | Ene 22 2004 - Feb 08 2005 |
| 22 | Feb 12 1945 - Feb 01 1946 | 乙 Yin Madera    | 酉 Gallo      | Feb 09 2005 - Ene 28 2006 |
| 23 | Feb 02 1946 - Ene 21 1947 | 丙 Yang Fuego    | 戌 Perro      | Ene 29 2006 - Feb 17 2007 |
| 24 | Ene 22 1947 - Feb 09 1948 | 丁 Yin Fuego     | 亥 Cerdo      | Feb 18 2007 - Feb 06 2008 |
| 25 | Feb 10 1948 - Ene 28 1949 | 戊 Yang Tierra   | 子 Rata       | Feb 07 2008 - Ene 25 2009 |
| 26 | Ene 29 1949 - Feb 15 1950 | 己 Yin Tierra    | 丑 Buey       | Ene 26 2009 - Feb 13 2010 |
| 27 | Feb 16 1950 - Feb 05 1951 | 庚 Yang Metal    | 寅 Tigre      | Feb 14 2010 - Feb 02 2011 |
| 28 | Feb 06 1951 - Ene 25 1952 | 辛 Yin Metal     | 卯 Conejo     | Feb 03 2011 - Ene 22 2012 |
| 29 | Ene 26 1952 - Feb 13 1953 | 壬 Yang Agua     | 辰 Dragón     | Ene 23 2012 - Feb 09 2013 |
| 30 | Feb 14 1953 - Feb 02 1954 | 癸 Yin Agua      | 巳 Serpiente  | Feb 10 2013 - Ene 30 2014 |
| 31 | Feb 03 1954 - Ene 23 1955 | 甲 Yang Madera   | 午 Caballo    | Ene 31 2014 - Feb 18 2015 |
| 32 | Ene 24 1955 - Feb 10 1956 | 乙 Yin Madera    | 未 Oveja      | Feb 19 2015 - Feb 07 2016 |
| 33 | Feb 11 1956 - Ene 29 1957 | 丙 Yang Fuego    | 申 Mono       | Feb 08 2016 - Ene 27 2017 |
| 34 | Ene 30 1957 - Feb 17 1958 | 丁 Yin Fuego     | 酉 Gallo      | Ene 28 2017 - Feb 18 2018 |
| 35 | Feb 18 1958 - Feb 06 1959 | 戊 Yang Tierra   | 戌 Perro      | Feb 19 2018 - Feb 04 2019 |
| 36 | Feb 07 1959 - Ene 27 1960 | 己 Yin Tierra    | 亥 Cerdo      | Feb 05 2019 - Ene 24 2020 |
| 37 | Ene 28 1960 – Feb 14 1961 | 庚 Yang Metal    | 子 Rata       | Ene 25 2020 – Feb 11 2021 |
| 38 | Feb 15 1961 – Feb 04 1962 | 辛 Yin Metal     | 丑 Buey       | Feb 12 2021 – Ene 31 2022 |
| 39 | Feb 05 1962 – Ene 25 1963 | 壬 Yang Agua     | 寅 Tigre      | Feb 01 2022 – Ene 21 2023 |
| 40 | Ene 26 1963 – Feb 12 1964 | 癸 Yin Agua      | 卯 Conejo     | Ene 22 2023 – Feb 09 2024 |
| 41 | Feb 13 1964 – Feb 01 1965 | 甲 Yang Madera   | 辰 Dragón     | Feb 10 2024 – Ene 28 2025 |
| 42 | Feb 02 1965 – Ene 21 1966 | 乙 Yin Madera    | 巳 Serpiente  | Ene 29 2025 – Feb 16 2026 |
| 43 | Ene 22 1966 – Feb 08 1967 | 丙 Yang Fuego    | 午 Caballo    | Feb 17 2026 – Feb 05 2027 |
| 44 | Feb 09 1967 – Ene 29 1968 | 丁 Yin Fuego     | 未 Cabra      | Feb 06 2027 – Ene 25 2028 |
| 45 | Ene 30 1968 – Feb 16 1969 | 戊 Yang Tierra   | 申 Mono       | Ene 26 2028 – Feb 12 2029 |
| 46 | Feb 17 1969 – Feb 05 1970 | 己 Yin Tierra    | 酉 Gallo      | Feb 13 2029 – Feb 02 2030 |
| 47 | Feb 06 1970 – Ene 26 1971 | 庚 Yang Metal    | 戌 Perro      | Feb 03 2030 – Ene 22 2031 |
| 48 | Ene 27 1971 – Feb 14 1972 | 辛 Yin Metal     | 亥 Cerdo      | Ene 23 2031 – Feb 10 2032 |
| 49 | Feb 15 1972 – Feb 02 1973 | 壬 Yang Agua     | 子 Rata       | Feb 11 2032 – Ene 30 2033 |
| 50 | Feb 03 1973 – Ene 22 1974 | 癸 Yin Agua      | 丑 Buey       | Ene 31 2033 – Feb 18 2034 |
| 51 | Ene 23 1974 – Feb 10 1975 | 甲 Yang Madera   | 寅 Tigre      | Feb 19 2034 – Feb 07 2035 |
| 52 | Feb 11 1975 – Ene 30 1976 | 乙 Yin Madera    | 卯 Conejo     | Feb 08 2035 – Ene 27 2036 |
| 53 | Ene 31 1976 – Feb 17 1977 | 丙 Yang Fuego    | 辰 Dragón     | Ene 28 2036 – Feb 14 2037 |
| 54 | Feb 18 1977 – Feb 06 1978 | 丁 Yin Fuego     | 巳 Serpiente  | Feb 15 2037 – Feb 03 2038 |
| 55 | Feb 07 1978 – Ene 27 1979 | 戊 Yang Tierra   | 午 Caballo    | Feb 04 2038 – Ene 23 2039 |
| 56 | Ene 28 1979 – Feb 15 1980 | 己 Yin Tierra    | 未 Cabra      | Ene 24 2039 – Feb 11 2040 |
| 57 | Feb 16 1980 – Feb 04 1981 | 庚 Yang Metal    | 申 Mono       | Feb 12 2040 – Ene 31 2041 |
| 58 | Feb 05 1981 – Ene 24 1982 | 辛 Yin Metal     | 酉 Gallo      | Feb 01 2041 – Ene 21 2042 |
| 59 | Ene 25 1982 – Feb 12 1983 | 壬 Yang Agua     | 戌 Perro      | Ene 22 2042 – Feb 09 2043 |
| 60 | Feb 13 1983 – Feb 01 1984 | 癸 Yin Agua      | 亥 Cerdo      | Feb 10 2043 – Ene 29 2044 |